# Standartenführer
Standartenführer naziv je za čin Sturmabteilunga i Schutzstaffela.  Prvi put, kao naslov, stvoren je 1925., a 1928. postaje stvarnim činom. Nosili su ga oni pripadnici SA-a i SS-a koji su zapovijedali jedinicama koje su se zvale Standarten. Takve jedinice su bile jačine današnje pukovnije, a imale su od 300 - 500 vojnika.
Godine 1929. čin Standartenführera odvojen je u dva različita čina - Standartenführer (I) i Standartenführer (II). Takav sustav činova je napušten 1930. kada su i SA i SS reorganizirali sustav činova da bi mogli imati više časnika, a pokazalo se da je za to potreban samo jedan čin Standartenführera.
Kada je 1933. Adolf Hitler došao na vlast u Njemačkoj, čin Standartenführera postao je najvišim mogućim terenskim činom, ispod čina Oberführera, koji je smatran prvim generalskim činom SS-a i SA-a.  Do početka Drugoga svjetskog rata, čin Standartenführera široko se proširio među činovima SS-a i činovima SA-a. U Waffen SS-u, čin je smatran jednakim kao čin Obersta (pukovnika)  u Wehrmachtu.  
Obilježje Standartenführera bio je srebrni hrastov list prikazan na obje strane kolarne oznake čina. Standartenführer je prvi čin u SS-u i SA-u, koji čin prikaziva na obje strane kolara, bez prikazivanja obilježja SS-a ili obilježja SA-a. Od 1938. kada uniformom SS-a postaje i siva terenska uniforma, Standartenführer na oznaci čina na ramenima nosio je istu oznaku čina kao Oberst.

## Nositelji čina
- Franz Ziereis, zapovjednik Koncentracijskog logora Mauthausen

## Fikcijski nositelji čina
- Standartenführer Stirlitz, alias sovjetskoga pukovnika Isayeva - junaka raznih ruskih romana i miniserija, te ruskih viceva.
- Hans Landa, aka "The Jew Hunter" (Lovac Na Židove), glumi ga Christoph Waltz u filmu Nemilosrdni gadovi.
- Ernst Vogel, SS-Standartenführer iz serije filmova Indijana Jones (Posljednji križarski rat). Prikazan je kao pukovnik SS-a sudeći po činovima koje nosi, no njegova uniforma nije ni od Waffen SS-a, ni od Allgemeine SS-a (čija je uniforma crna).